# Goyang
Goyang (hangul 고양시, hanja 高陽市) är en stad i den sydkoreanska provinsen Gyeonggi. Den är en nordlig förort till Seoul på den östra sidan av Hanfloden och hade 1 090 738 invånare i slutet av 2020. 

## Administrativ indelning
Staden är indelad i tre stadsdistrikt (gu). Dessa är i sin tur indelade i totalt 39 administrativa stadsdelar (dong).
| Namn     | Namn         | Yta km² | Invånare 31 dec 2020 |
| -------- | ------------ | ------- | -------------------- |
| 덕양구   | Deogyang-gu  | 165,57  | 481 401              |
| 일산동구 | Ilsandong-gu | 59,95   | 303 688              |
| 일산서구 | Ilsanseo-gu  | 42,56   | 305 649              |